# Derivada d'una constant
En càlcul, la derivada d'una funció constant és 0. (Una funció constant és aquella que dona el mateix valor a la variable dependent pera qualsevol valor de la variable independent, com per exemple f(x) = 7.)
La regla es pot justificar de diverses maneres. La derivada és la pendent de la recta tangent a la gràfica de la funció, i la gràfica d'una funció constant és una línia horitzontal, que no té pendent (la seva pendent és zero). De forma alternativa es pot emprar la definició del derivada per a calcular-la
{\displaystyle {\frac {f(x+h)-f(x)}{h}}} és zero per a qualsevol h i, per tant, també ho és el límit quan h tendeix a zero, això és, f'(x).

## Primitiva de zero
Una afirmació recíproca parcial d'aquesta és la següent:
Si la derivada d'una funció en un interval val zero, la funció ha de ser constant en aquest interval.
Això no és una conseqüència de l'afirmació original, però se segueix del teorema del valor mitjà. Es pot generalitzar a l'afirmació que
Si dues funcions tenen la mateixa derivada en un interval, s'han de diferenciar en una constant,
o
Si g és la primitiva de f en un interval, llavors totes les primitives de f en aquest interval són de la forma g(x)+C, on C és una constant.
D'això se'n deriva la versió feble del segon teorema fonamental del càlcul: si f és contínua en [a,b] i f = g' per alguna funció g, llavors
{\displaystyle \int _{a}^{b}f(x)dx=g(b)-g(a)}